# Хаит, Галит
Галит Хаит (ивр. גלית חייט‎; род. 29 января 1975, Кфар-Сава, Израиль) — израильская фигуристка, тренер, выступала в танцах на льду вместе с Сергеем Сахновским.
В 2002 году они стали первыми израильскими фигуристами, завоевавшими бронзовую медаль чемпионата мира. Были участниками трёх Олимпиад: стали 14-ми в 1998 году, 6-ми — в 2002 году и 8-ми — в 2006 году. На Олимпиадах в Солт-Лейк-Сити и Турине Галит Хаит была знаменосцем сборных команд Израиля.

## Карьера

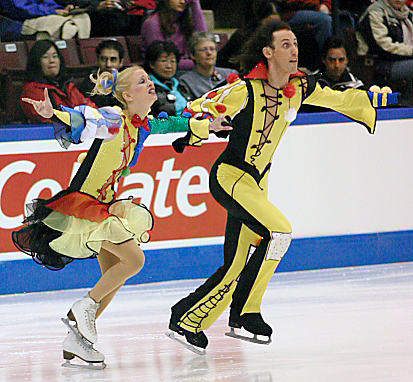
Галит Хаит и Сергей Сахновский на турнире «Skate Canada» в 2003 году.

Галит Хаит родилась в Израиле в семье репатриантов из Молдавии, но ещё в совсем молодом возрасте переехала с родителями в Нью-Джерси (США), так как там находились деловые интересы её отца — Борис Хаит был президентом международной торговой компании.
Когда Галит было 8 лет, родители отвезли её на каток в Нью-Йорке в Рокфеллер-центр для развлечения, но девочка всерьёз увлеклась фигурным катанием. В начале 1990-х она отправилась в Россию с отцом, который организовывал там летний спортивный лагерь, и там Галит начала заниматься танцами в группе у Натальи Дубовой и Эдуарда Самохина, которые и подобрали ей первого партнёра — им стал Максим Севостьянов. Домой Галит вернулась не только с партнёром, но и с новым тренером Эдуардом Самохиным. Через год танцоры были 6-ми на чемпионате США и 28-ми на чемпионате мира 1994 года (на чемпионате мира представляли Израиль).
В 1995 году Галит встала в пару с россиянином Сергеем Сахновским у тренера Натальи Линичук. На международной арене дуэт Хаит-Сахновский представлял Израиль. В 2001 году спортсмены обратились за помощью к Наталье Дубовой. Тренируясь в группе Дубовой рядом с Мариной Анисиной и Гвендалем Пезера фигуристы значительно повысили своё мастерство. Это было видно на этапах серии Гран-при 2001—2002, где дуэт завоевал две медали и отобрался в финал. На Олимпиаде в Солт-Лейк-Сити израильские фигуристы заняли шестое место и были полны энергии с блеском выступить на предстоящем чемпионате мира. В Нагано они достигли наивысшего результата в своей карьере — став бронзовыми медалистами чемпионата мира 2002 года. Это первые медали мирового первенства для израильских фигуристов. Литовский дуэт Маргарита Дробязко и Повилас Ванагас подавали петицию в Международный союз конькобежцев в которой выражали своё несогласие с третьим местом израильтян и утверждали, что результат достигнут благодаря «денежной поддержке» судейской бригады, оказанной «израильским мафиози» Борисом Хаитом. По утверждению РИА «Новости», петицию с протестом в отношении присуждения бронзовой медали израильской паре подписали почти 60 спортсменов — участников чемпионата мира в Нагано, а также многие тренеры. После успешного сезона спортсмены решили сменить тренера. Под руководством Евгения Платова их результаты на международной арене снизились.
После зимней Олимпиады 2006 года в Турине пара Галит Хаит — Сергей Сахновский завершила любительскую спортивную карьеру.

## Тренерская карьера
С осени 2007 года Галит Хаит начала работать тренером в группе Николая Морозова. Работала с израильской парой Александра Зарецкая — Роман Зарецкий, одиночницей Тамар Кац и украинскими спортсменами Анной Задорожнюк и Сергеем Вербилло.
Позже ушла от Морозова для самостоятельной работы. Следом за ней ушли из группы Морозова Зарецкие.
В октябре 2008 года Галит Хаит и Зарецкие подавали иск в суд нью-джерсийского округа Берген в котором обвинили владельцев городского катка «The Ice House» в дискриминации по национальному признаку. В Ледовом дворце Хакенсака существует «Программа для элиты», которая дает право конькобежцам и фигуристам мирового класса тренироваться там за сниженную плату в обмен на рекламу катка. Роману и Александре Зарецким в этом отказали. Истцы утверждали, что это произошло из-за нежелания администрации катка работать с израильтянами.
Кроме Зарецких Галит работает или работала с такими спортсменами, как:
- Кэти Рид и Крис Рид (Япония)[7]
- Шивон Хикин-Кенеди и Александр Шакалов (Украина)[8]
- Шивон Хикин-Кенеди и Дмитрий Дунь (Украина)[9]
- Эллисон Рид и Отар Джапаридзе (Грузия)[10]
- Екатерина Бугров и Василий Рогов (Израиль)[11]

Кроме того, Галит является техническим специалистом ИСУ и, например, выступала в качестве ассистента технического специалиста на финале Гран-при сезона 2011—2012.

## Личная жизнь
Отец Галит — Борис Хаит с 2002 года является Президентом Израильской Федерации фигурного катания.
23 августа 2008 года Галит Хаит вышла замуж за бывшего итальянского полицейского Франческо Мораччи. Пара познакомилась в 2006 году на Олимпиаде в Турине, где Франческо работал в службе безопасности для охраны израильских спортсменов. Свадебная церемония прошла в Нью-Джерси, США. В январе 2010 года родила дочь — Габриэллу, а в 2011 году — Франческу.

## Спортивные достижения

### после 2000 года
| Соревнования                  | 2000—2001 | 2001—2002 | 2002—2003 | 2003—2004 | 2004—2005 | 2005—2006 |
| ----------------------------- | --------- | --------- | --------- | --------- | --------- | --------- |
| Зимние Олимпийские игры       |           | 6         |           |           |           | 8         |
| Чемпионаты мира               | 6         | 3         | 6         | 7         | 6         | 6         |
| Чемпионаты Европы             | 5         | 5         | 6         | 5         | 4         | 5         |
| Чемпионаты Израиля            | 1         | 1         | 1         | 1         | 1         |           |
| Финалы Гран-при               | 4         | 5         | 5         |           | 4         | 4         |
| Этапы Гран-при: Cup of Russia | 3         | 2         |           | 3         |           | 2         |
| Этапы Гран-при: Cup of China  |           |           |           |           | 2         | 2         |
| Этапы Гран-при: Skate Canada  | 2         | 2         |           | 4         | 3         |           |
| Этапы Гран-при: Skate America | 4         | 2         | 4         |           | 2         |           |
| Этапы Гран-при: NHK Trophy    |           |           | 3         | 3         |           |           |
| Этапы Гран-при: Bofrost Cup   |           |           | 2         |           |           |           |
| Skate Israel                  |           |           |           | 1         |           | 1         |
| Игры доброй воли              |           | 2         |           |           |           |           |

### до 2000 года
(с С.Сахновским)
| Соревнования                    | 1995—1996 | 1996—1997 | 1997—1998 | 1998—1999 | 1999—2000 |
| ------------------------------- | --------- | --------- | --------- | --------- | --------- |
| Зимние Олимпийские игры         |           |           | 14        |           |           |
| Чемпионаты мира                 | 23        | 18        | 14        | 13        | 5         |
| Чемпионаты Европы               |           | 14        | 12        | 10        | 6         |
| Чемпионаты Израиля              | 1         | 1         | 1         |           | 1         |
| Этапы Гран-при: NHK Trophy      |           |           | 7         |           | 5         |
| Этапы Гран-при: Trophee Lalique |           |           |           | 5         | 6         |
| Этапы Гран-при: Nations Cup     |           |           | 7         | 5         |           |
| Этапы Гран-при: Cup of Russia   |           | 7         |           |           |           |
| Мемориал Карла Шефера           |           |           | 3         |           |           |
| Skate Israel                    |           |           | 1         | 1         | 1         |